# Uptight (film)
Uptight is een Amerikaanse dramafilm uit 1968 onder regie van Jules Dassin.

## Verhaal
In de eerste dagen na de moord op Martin Luther King pleegt een bende boze zwarte revolutionairen een overval op een munitiefabriek. Een van de bendeleden is uit de groep gezet, omdat hij te dronken was om deel te nemen. Uit wraak wil hij zijn kompanen aangeven bij de autoriteiten.

## Rolverdeling
| Acteur                | Personage     |
| --------------------- | ------------- |
| Raymond St. Jacques   | B.G.          |
| Ruby Dee              | Laurie        |
| Frank Silvera         | Kyle          |
| Roscoe Lee Browne     | Clarence      |
| Julian Mayfield       | Tank Williams |
| Janet MacLachlan      | Jeannie       |
| Max Julien            | Johnny Wells  |
| Juanita Moore         | Mama Wells    |
| Dick Anthony Williams | Corbin        |
| Michael Baseleon      | Teddy         |
| Ji-Tu Cumbuka         | Rick          |
| John Wesley           | Larry         |
| Ketty Lester          | Alma          |